# Labrum (architecture)
Pour les articles homonymes, voir Labrum (homonymie).
En architecture, le labrum est un grand bassin avec une lèvre en surplomb. Les labris de marbre sont une caractéristique commune des thermes de prestige romains.

## Galerie

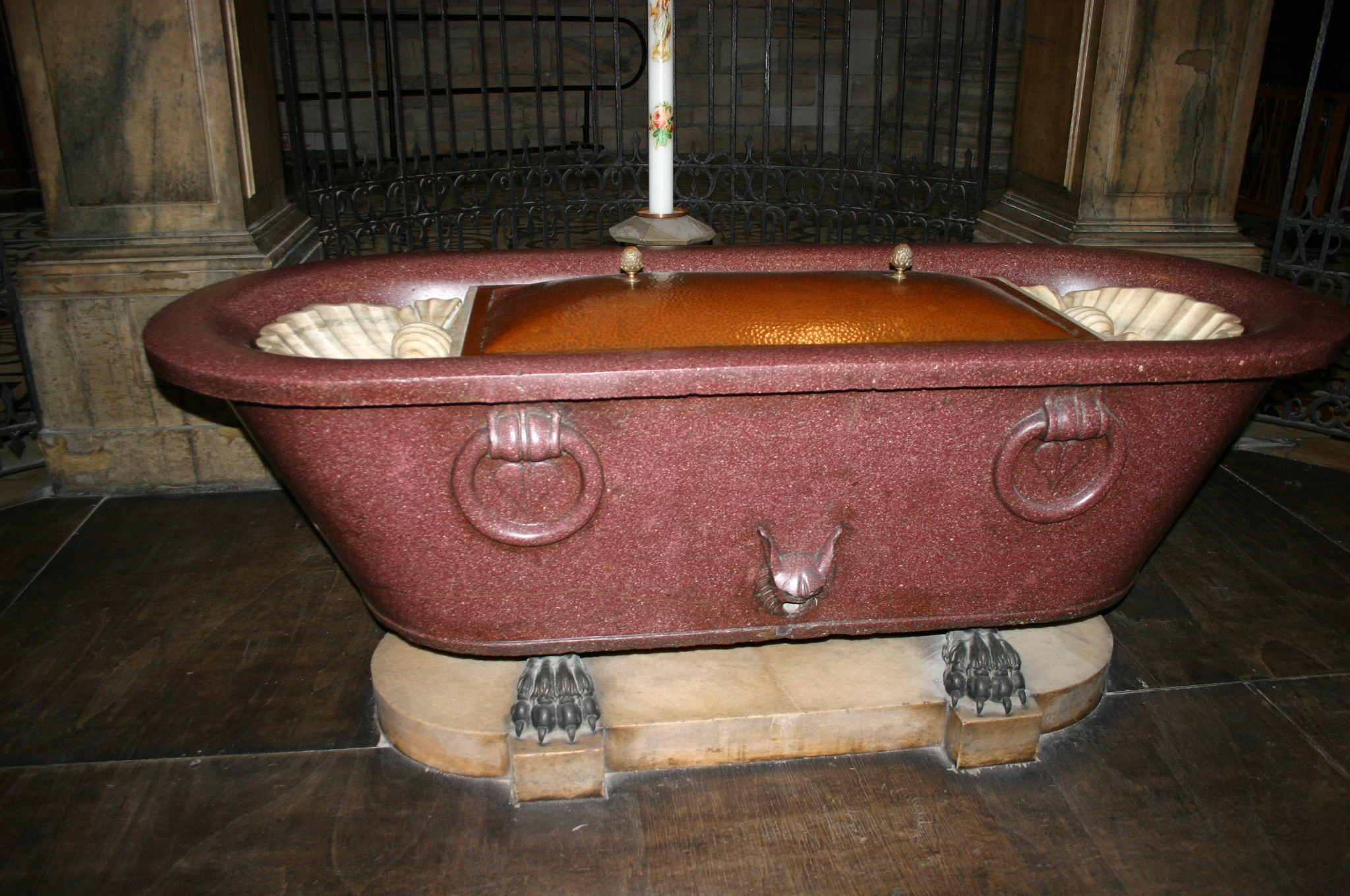
Dôme de Milan.
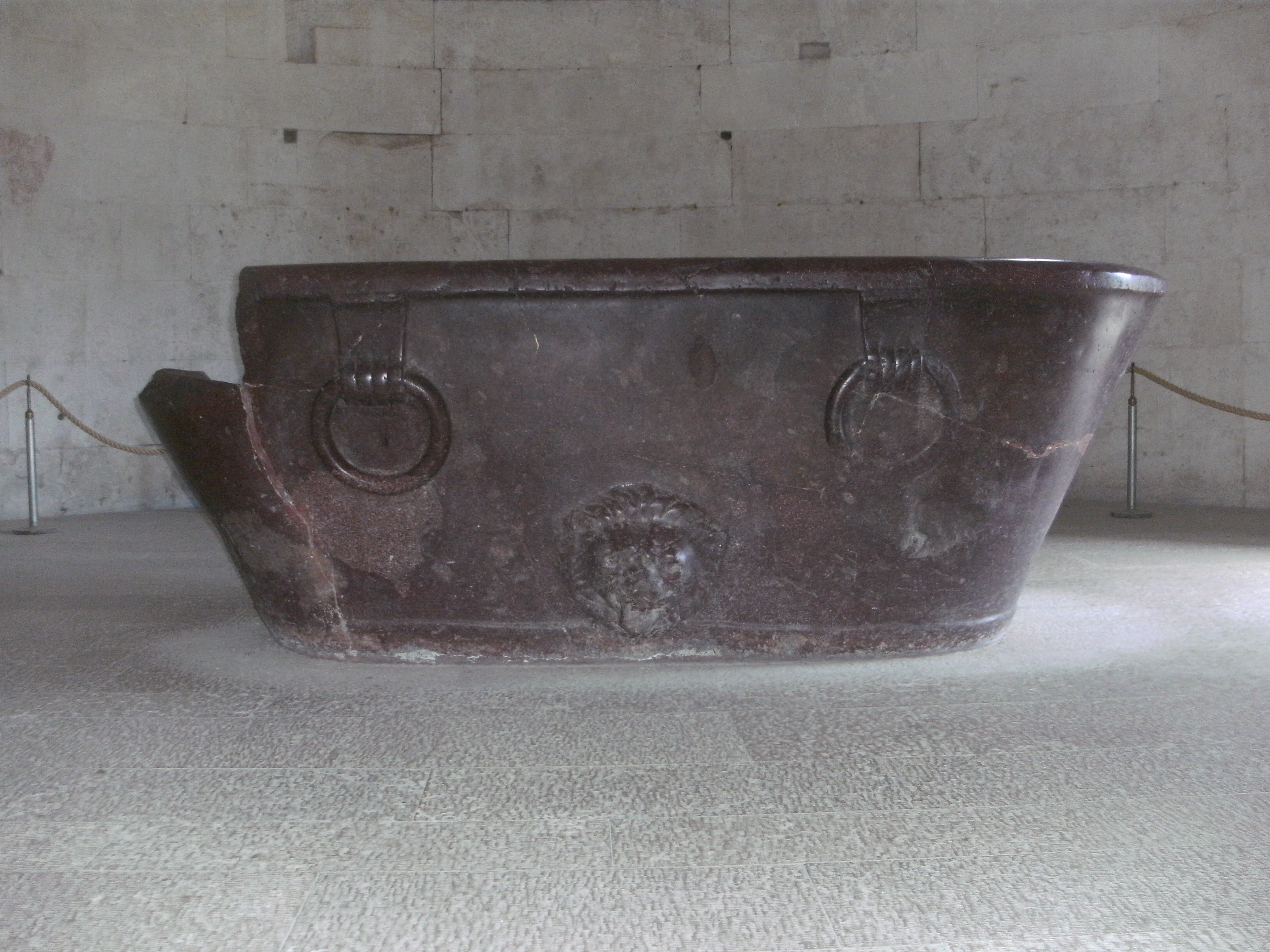
Mausolée de Théodoric, Ravenne.
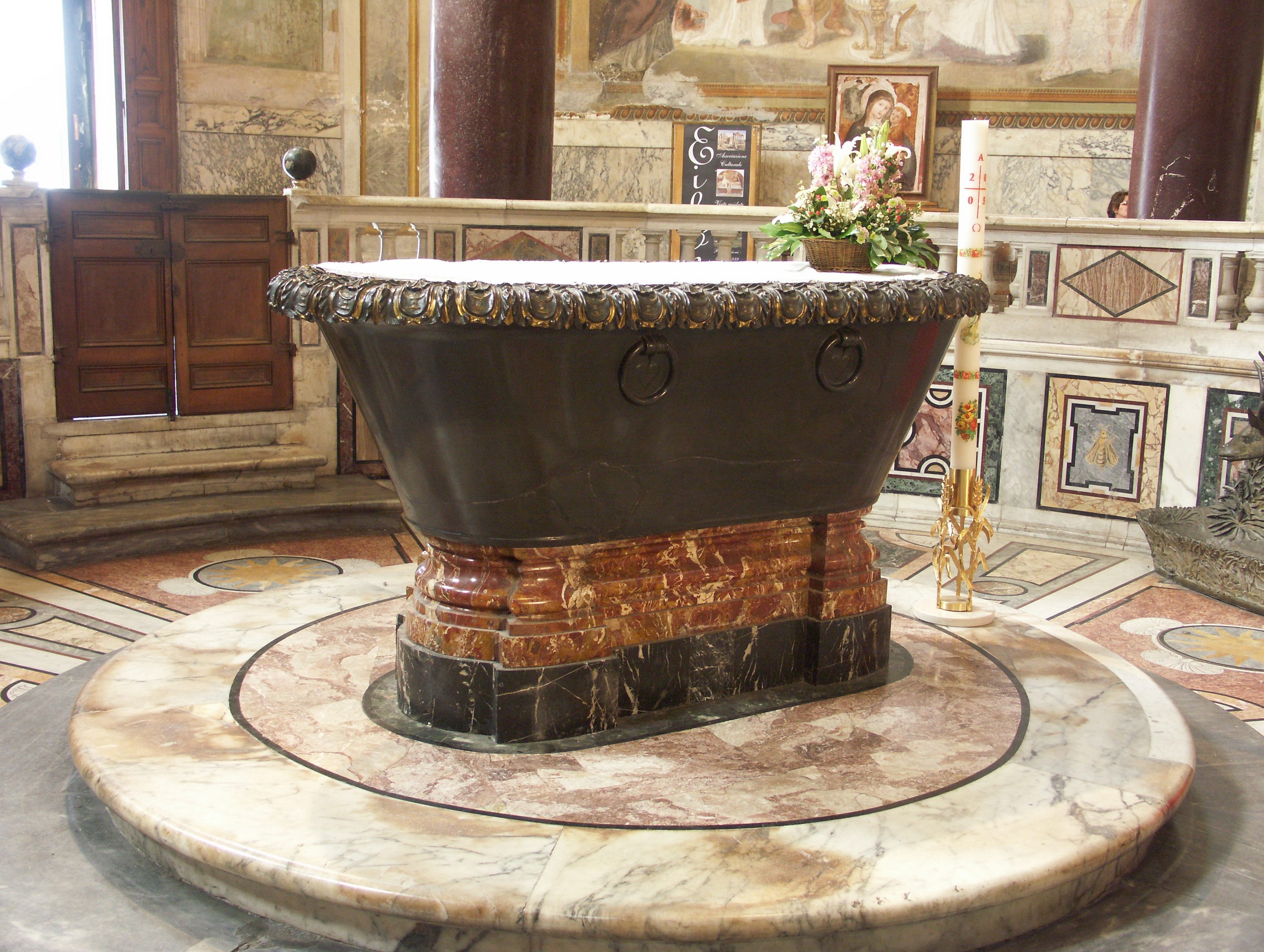
Baptistère du Latran, Rome.
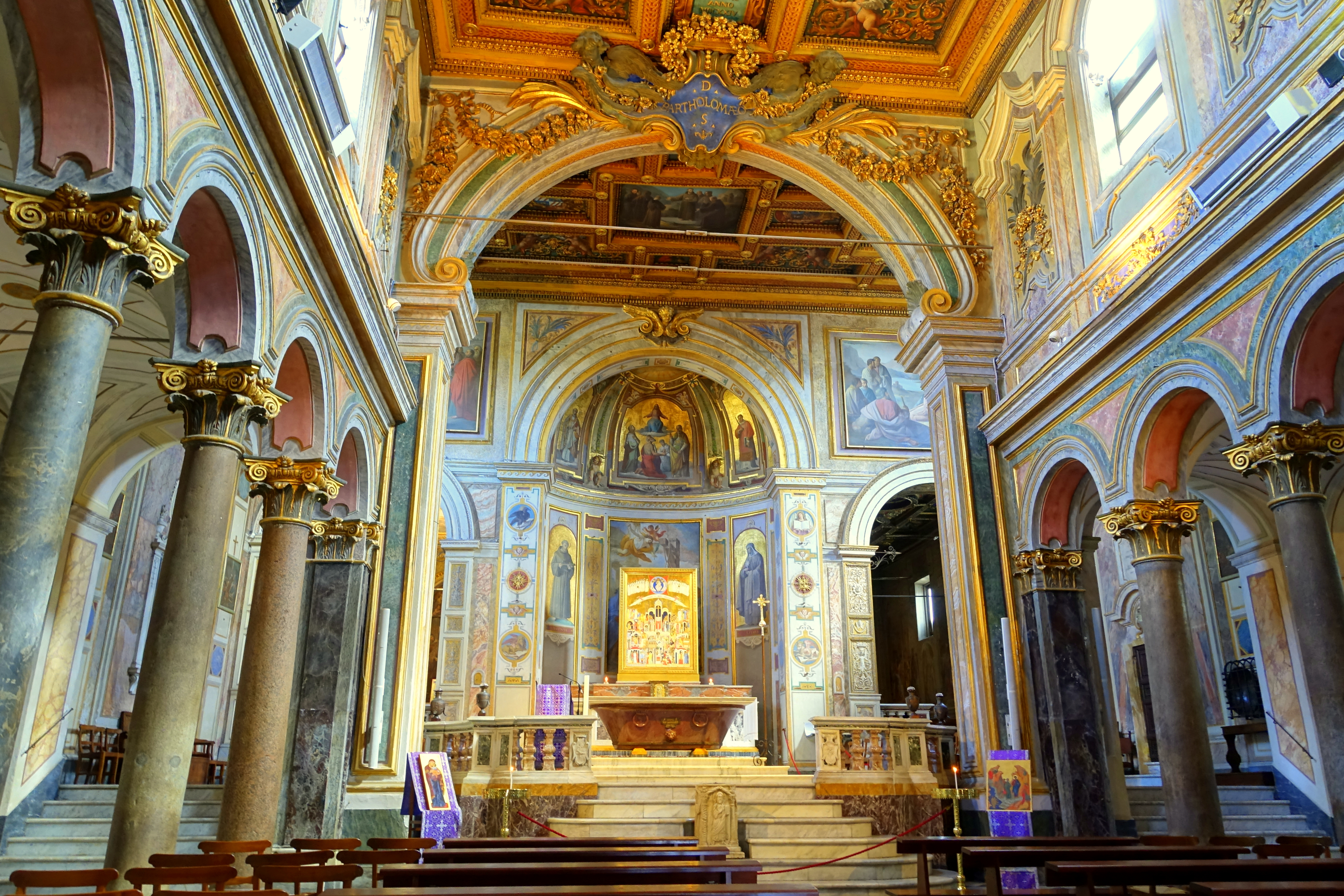
Basilique San Bartolomeo all'Isola, Rome.
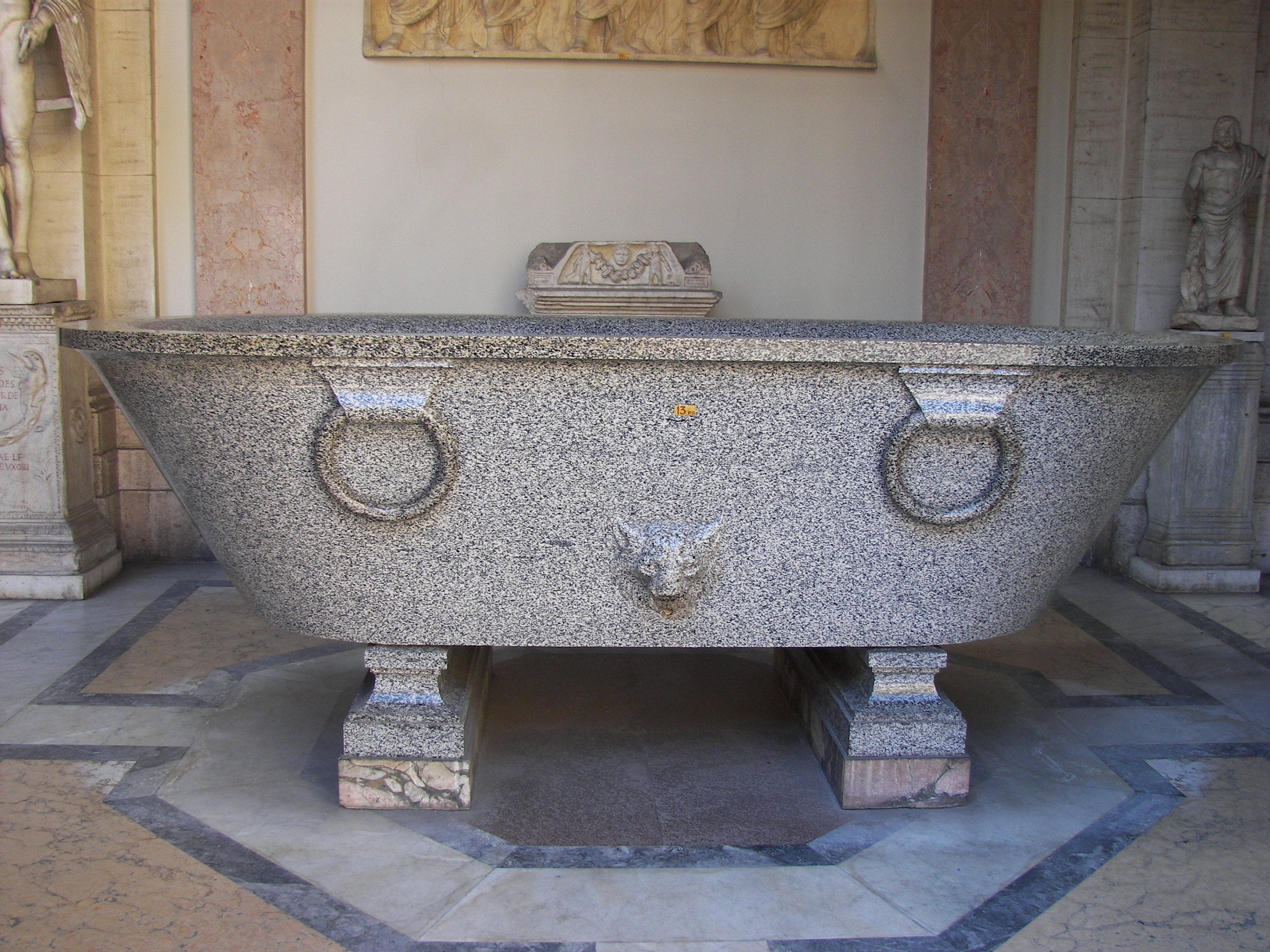
Musée Pio-Clementino, Vatican.
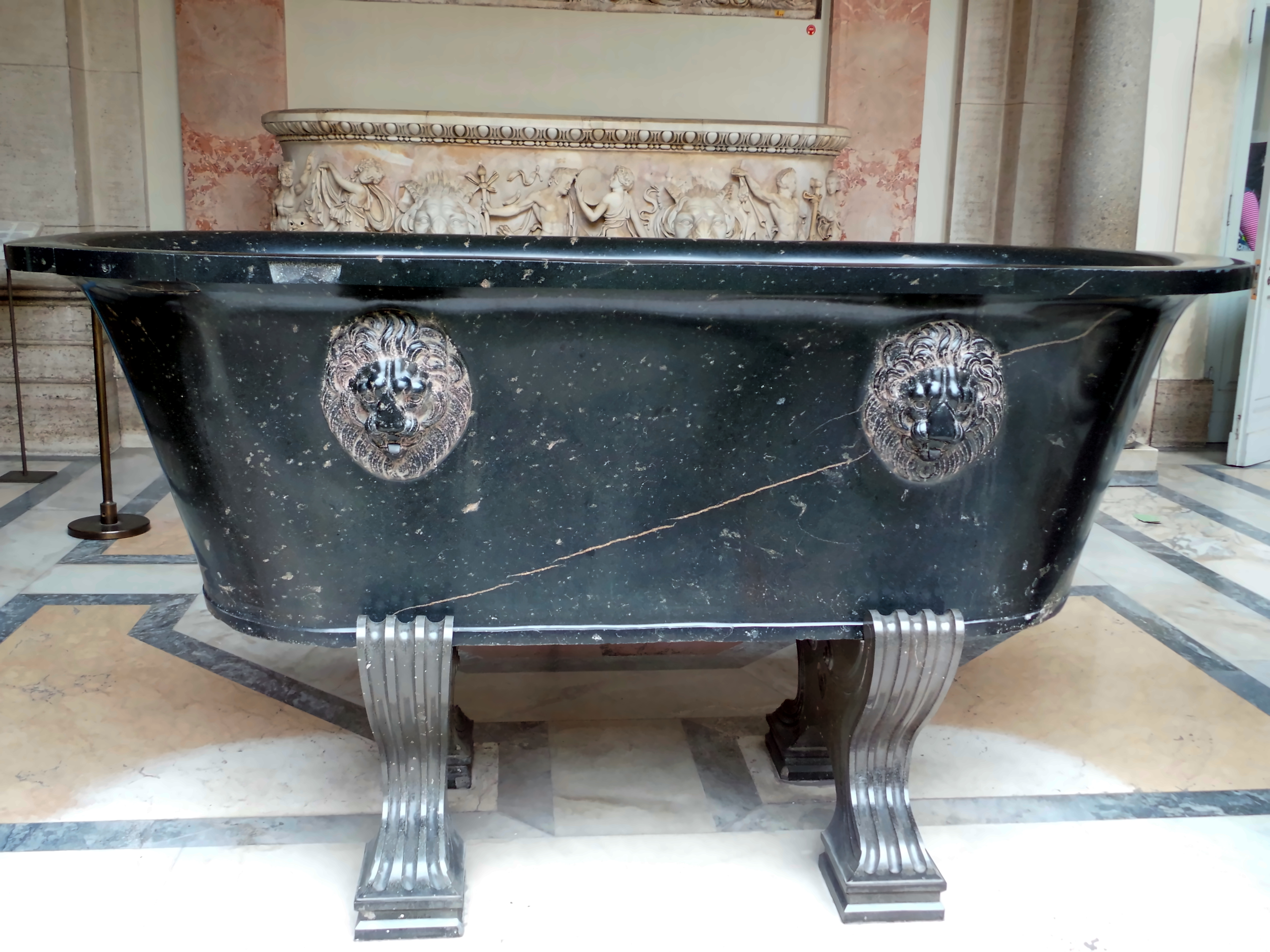
Thermes de Caracalla, conservé au musée Pio-Clementino, Vatican.